# Supercopa de San Marino 2021
La Supercopa de San Marino 2021 fue  la IX edición del torneo. Se disputó a un único partido el 11 de septiembre de 2021 en el Campo di Acquaviva en Acquaviva. 
Esta edición de la Supercopa enfrentó el campeón de Liga de la temporada 2020/21, el Folgore/Falciano y el SP La Fiorita, campeón de la Copa Titano de la misma temporada.
La Fiorita se impuso por 3-2 al Folgore/Falciano adjudicándose el título por tercera vez.

## Participantes
|  | Folgore/Falciano |  |  | Campeón del Campeonato Sanmarinense (2020-21) |
|  | La Fiorita       |  |  | Campeón de la Copa Titano (2020-21)           |

## Final
| 11 de septiembre de 2021, 20:45 | Folgore/Falciano                       | 2:3 (1:1) | La Fiorita                                                   | Campo di Acquaviva, Acquaviva |                           |
|                                 | Daniel Piscaglia 13' · Eric Fedeli 49' | Reporte   | Lorenzo Lunadei 15' · Danilo Rinaldi 66' · Simone Errico 77' | Árbitro(s): Giacomo Cenci     | Árbitro(s): Giacomo Cenci |

### Campeón
| Campeón Supercopa de San Marino 2021 |
| ------------------------------------ |
| La Fiorita 3° título                 |